# Choy Mow Thim
Choy Mow Thim (nascido em 29 de maio de 1947) é um ex-ciclista malaio. Competiu nos Jogos Olímpicos de Verão de 1964 em Tóquio, onde foi integrante da equipe malaia de ciclismo que terminou na trigésima segunda posição nos 100 km contrarrelógio por equipes.